# 吉崎勝
吉崎 勝（よしざき まさる、1978年10月4日 - ）は、京都府京都市山科区出身の元プロ野球選手（投手）。左投左打。

## 来歴・人物

### プロ入り前
東山高校では2年春の府大会で準優勝。1997年に創設2年目のミキハウスに入社。1999年には全国大会未経験ながらも全日本強化合宿に召集され、4か国地域国際大会に出場。
1999年のドラフトにて日本ハムファイターズから3位指名を受けて入団した。背番号は34。

### 日本ハム時代
2000年5月31日に1軍初登板を果たしたが、安定感を欠いてこの年は5試合の登板に留まった。
2001年は10試合、2002年も2試合の登板にとどまった。
2003年は監督に就任したトレイ・ヒルマンの目にとまり、開幕から先発ローテーションを任されると大ブレークを果たす。3月31日の千葉ロッテマリーンズ戦で7回途中を無失点に抑え初勝利を挙げるとその後も好調を維持し続け、前半戦だけで8勝し、この年のオールスターゲームにも選出。またチームの連敗を5度も止める活躍も見せた。しかし、後半戦は一転苦しみ1勝も挙げることができなかった。最終的には22試合に登板し8勝6敗、防御率4.37の成績で、規定投球回到達を逃したが先発投手の一角としての役割を果たした。前年6月に投球フォームを変え、シュートを覚えたことが前半の大躍進の一因となった。
2004年はキャンプ中の怪我で出遅れ、復帰後4試合に先発したが、そのうちの3試合で5回持たずにノックアウトされた。怪我の影響や変則フォームに相手打者が慣れたこともあり、この年は0勝2敗、防御率7.88に終わった。
2005年は先発ではなくリリーフとして起用されると適性を見せ、貴重な左の中継ぎとして前半戦だけで40試合に登板し、防御率3点台の成績でシーズン序盤の苦しい中継ぎ陣を支えた。しかし前半戦の酷使もあったのか、後半戦は右脇腹を痛め離脱するとその間に武田久やブラッド・トーマスといった若手や新戦力の中継ぎ投手の台頭により2軍でシーズンを終えた。最終的に40登板で1勝2敗8ホールド、防御率3.89の成績だった。
2006年は先発も視野に入れて調整し、先発もリリーフもこなせる立石尚行のような存在となることを目指していた。しかし、シーズン途中に岡島秀樹が加入し、先発としてもルーキーの八木智哉の活躍や二段モーション規制強化の影響などもあってこの年は一軍登板なしに終わり、10月7日に戦力外通告を受けた。

### 楽天時代
2006年に東北楽天ゴールデンイーグルスの入団テストを秋季キャンプ中の宮城球場にて受けて合格。11月13日に入団会見を行った。背番号は40。
2007年は球団では左腕リリーフとして期待されたが、先発からリリーフに転向した有銘兼久や渡邉恒樹の台頭もありわずか2試合の登板に終わった。一方、二軍では22試合に登板して防御率1.42の好成績を挙げた。
2008年は前年リーグ最多登板の左腕の渡邉の離脱もあり貴重な左の中継ぎとして登板機会を増やしていたが、交流戦の頃を境に打ちこまれ初め、6月19日に一軍登録を抹消された。この年は17試合の登板に終わった。
2009年は3年ぶりに一軍登板がなく、10月2日に2度目の戦力外通告を受け現役を引退した。

### 現役引退後
2010年に日本ハムの打撃投手に就任。その後はプロスカウト（スコアラー）を経て、2015年から再び日本ハムの打撃投手（チームスタッフ）を務めた。2017年限りで退団した。

## プレースタイル
2003年からの投球フォームは足を上げたときに完全に顔を後ろに向けてから投げる非常に特徴的なもので、「あっちむいてホイ投法」「首だけトルネード」と呼ばれていた。楽天に移籍後は上半身を捻らなくなった。

## 詳細情報

### 年度別投手成績
| 年 度     | 球 団     | 登 板 | 先 発 | 完 投 | 完 封 | 無 四 球 | 勝 利 | 敗 戦 | セ 丨 ブ | ホ 丨 ル ド | 勝 率 | 打 者 | 投 球 回 | 被 安 打 | 被 本 塁 打 | 与 四 球 | 敬 遠 | 与 死 球 | 奪 三 振 | 暴 投 | ボ 丨 ク | 失 点 | 自 責 点 | 防 御 率 | W H I P |
| --------- | --------- | ----- | ----- | ----- | ----- | -------- | ----- | ----- | -------- | ----------- | ----- | ----- | -------- | -------- | ----------- | -------- | ----- | -------- | -------- | ----- | -------- | ----- | -------- | -------- | ------- |
| 2000      | 日本ハム  | 5     | 0     | 0     | 0     | 0        | 0     | 0     | 0        | --          | ----  | 21    | 3.0      | 7        | 0           | 5        | 0     | 0        | 1        | 1     | 0        | 4     | 4        | 12.00    | 4.00    |
| 2001      | 日本ハム  | 10    | 0     | 0     | 0     | 0        | 0     | 0     | 0        | --          | ----  | 36    | 9.1      | 5        | 1           | 6        | 0     | 0        | 4        | 1     | 0        | 3     | 3        | 2.89     | 1.18    |
| 2002      | 日本ハム  | 2     | 0     | 0     | 0     | 0        | 0     | 0     | 0        | --          | ----  | 8     | 2.0      | 3        | 0           | 0        | 0     | 0        | 3        | 0     | 0        | 0     | 0        | 0.00     | 1.50    |
| 2003      | 日本ハム  | 22    | 21    | 0     | 0     | 0        | 8     | 6     | 0        | --          | .571  | 484   | 111.1    | 118      | 16          | 46       | 0     | 2        | 73       | 3     | 0        | 63    | 54       | 4.37     | 1.47    |
| 2004      | 日本ハム  | 4     | 4     | 0     | 0     | 0        | 0     | 2     | 0        | --          | .000  | 82    | 16.0     | 24       | 1           | 11       | 0     | 3        | 9        | 0     | 0        | 15    | 14       | 7.88     | 2.19    |
| 2005      | 日本ハム  | 40    | 0     | 0     | 0     | 0        | 1     | 2     | 0        | 8           | .333  | 188   | 41.2     | 50       | 4           | 21       | 0     | 2        | 11       | 0     | 0        | 20    | 18       | 3.89     | 1.70    |
| 2007      | 楽天      | 2     | 0     | 0     | 0     | 0        | 0     | 0     | 0        | 0           | ----  | 11    | 1.2      | 6        | 0           | 1        | 0     | 0        | 0        | 0     | 0        | 5     | 5        | 27.00    | 4.20    |
| 2008      | 楽天      | 17    | 0     | 0     | 0     | 0        | 0     | 0     | 0        | 2           | ----  | 66    | 15.0     | 15       | 0           | 6        | 0     | 1        | 8        | 1     | 0        | 8     | 8        | 4.80     | 1.40    |
| 通算：8年 | 通算：8年 | 102   | 25    | 0     | 0     | 0        | 9     | 10    | 0        | 10          | .474  | 896   | 200.0    | 228      | 22          | 96       | 0     | 8        | 109      | 6     | 0        | 118   | 106      | 4.77     | 1.62    |

### 記録
- 初登板：2000年5月31日、対福岡ダイエーホークス11回戦（東京ドーム）、10回表1死に5番手で救援登板、柴原洋に左前安打を許し降板
- 初奪三振：2000年6月1日、対福岡ダイエーホークス12回戦（東京ドーム）、9回表に柴原洋から
- 初先発・初勝利：2003年3月31日、対千葉ロッテマリーンズ1回戦（千葉マリンスタジアム）、6回1/3を無失点
- 初ホールド：2005年3月30日、対西武ライオンズ3回戦（札幌ドーム）、7回表に2番手で救援登板、1回無失点
- オールスターゲーム出場：1回（2003年）

### 背番号
- 34 （2000年 - 2006年）
- 40 （2007年 - 2009年）